# Новодевически манастир
Новодевическият манастир „Света Богородица Смоленска“ (на руски: Новоде́вичий Богородице-Смоленский монасты́рь) е руски православен женски манастир, разположен в югозападната част на Москва, на завой на река Москва, в самия край на историческата улица „Перечистенка“ (днес „Большая Пироговская“).

## История
Манастирът е основан през 1524 г. от великия княз Василий III в чест на Смоленската икона на Дева Мария (изрисувана според преданието от евангелиста Лука и смятана за пазител на Русия) и завладяването на Смоленск.
В манастира са приемани за послушнички само знатни жени – членки на царското семействто и на болярски родове. Тук е подстригана вдовицата на цар Василий, царица Мария Петровна Буйнова-Ростовска, дъщерята на цар Михаил Фьодорович принцеса Татяна, сестрите на цар Петър I Екатерина и Евдокия.
За много от тях манастирът се превръща в затвор. Тук през 1689 по заповед на Петър I насилствено е подстригана за монахиня царица София, под името сестра Сусана, след бунта на стрелците от 1698 г., който оглавява.
През 1812 г. отстъпващите войски на Наполеон се опитват да взривят манастира, но според легендата монахините жертвоготовно успяват да залеят с вода фитилите.
През 1908 г. за игуменка на манастира е избрана Леонидия, от дворянско семейство и леля на бъдещия руски патриарх (1945 – 1970) Алексий I. Умира на 93-годишна възраст през 1920 г. и нейният племенник ѝ поставя паметник – мраморен кръст на главната алея.
През 1922 г. манастирът е закрит. На неговата територия през 1926 г. е учреден художествено-битов музей „Новодевически манастир“, който става филиал на Държавния исторически музей през 1934 г.
През 1945 г. е възобновена църковната служба в Успенския храм, а през 1994 г. в манастира се завръщат да живеят монахини. Зад южната страна на манастира започват Новодевическото гробище – най-известното гробище в Москва, последен дом на много царе, поети и писатели, сред които Антон Чехов и Николай Гогол.
Новодевическият манастир е включен в Списъка на световното културно и природно наследство на ЮНЕСКО и се счита за един от най-старите и най-красиви манастири в Русия.